# Denise Tolkowsky
Denise Tolkowsky   (Brighton, 11 d'agost de 1918 - Anvers, 9 de març de 1991) fou una pianista i compositora anglesa.

## Biografia
Denise Tolkowsky va néixer a Brighton, Anglaterra, filla d'un pare rus i de la cantant i actriu flamenca Anna Kennes. Va estudiar música al Royal Conservatori Flamenc d'Anvers, amb E. Durlet per a piano, Edward Verheyden per a harmonia, Karel Candael per a contrapunt i fuga i Flor Alpaerts per a composició. Es va casar amb el pianista Alex de Vries i va treballar com a compositora i pianista de concerts, de vegades actuant en un duet amb de Vries. Alex es va suïcidar el maig de 1964 i Tolkowsky va establir el fons d'Alex de Vries en honor seu, una organització per ajudar els joves músics a iniciar la seva carrera. Tolkowsky es va convertir en directora de la regió flamenca de la música en viu de Yehudi Menuhin el 1980. Va morir a Anvers, Bèlgica.

## Honors i guardons
- Concurs internacional de dansa a Brussel·les, 1931
- Concurs Internacional Viotti a Itàlia, medalla de plata
- Concurs de joves talents a Brussel·les
- Premi Ferris-Tolkowsky
- Premi Anna Kennedy

## Obres
Tolkowsky va escriure per a teatre, orquestra, conjunt de cambra, piano sol i veu. També va escriure diverses cançons. Les obres seleccionades inclouen:
- t kwezelke ballet, 1931
- Le Jeu du Coeur ballet, 1939
- People Of Earth ballet, 1939
- Camp per a mezzo soprano iorquestra de cambra, text de Marcel Coole, 1939
- Homage to Béla Bartók per a flauta, violí, piano i percussió, 1950
- Adagio per a Cordes i orquestra, 1950.
- Sonatine per a piano
- Rhythmic per a piano
- Etudes per a piano
- Preludes per a piano
- Variations per piano
- Concerto per piano and orchestra, 1958
- Variacions sobre un tema de Rússia, 1961